# Czerván György
Czerván György (Cegléd, 1959. július 12. –) magyar politikus, a Vidékfejlesztési Minisztérium egykori agrárgazdaságért felelős államtitkára.

## Életpályája
1982-ben végzett a Marx Károly Közgazdaságtudományi Egyetem Mezőgazdasági Szakán, Budapesten. 1982-től 1985-ig az Aranyszarvas Termelő és Szolgáltató Szövetkezetnél közgazdasági osztályvezető, 1985-ben a Tápiószentmárton és Vidéke Takarékszövetkezet belső ellenőr, 1985-től 1986-ig főkönyvelő-helyettes, 1986-tól 1988-ig főkönyvelő, 1988-tól 1993-ig közgazdasági elnökhelyettes, végül 1994-től elnök-vezérigazgató volt.

## Politikai pályafutása
Politikai pályafutása a szocializmus alatt indult, 1985-ben az akkor még még nem szabad választásokon a Hazafias Népfront színeiben indult a 6. választókörzetben.
A rendszerváltáskor az Agrárszövetség – Nemzeti Agrár Pártban politizált.
1990-ben Tápiószentmárton alpolgármesterévé választották. 1994-től 1998-ig a Pest Megyei Közgyűlés tagja, a Mezőgazdasági Bizottság alelnöke. 1998-tól a Pest megyei 6-os választókerület országgyűlési képviselője. A 2010. évi országgyűlési választásokon a Fidesz–KDNP színeiben a Pest megyei 6. számú egyéni választó kerületben szerzett egyéni mandátumot. 2010-től a Vidékfejlesztési Minisztérium agrárgazdaságért felelős államtitkára. 

### Tevékenysége
Legfiatalabb MSZMP képviselőként több interjút is adott, róla szóló cikk alcíméül mottója került: Messzemenően élni a lehetőségekkel.
Czerván György 1998 óta a nagykátai választókerület országgyűlési képviselője. Ez idő alatt 3 ciklusban volt kormánypárti politikus és 2 ciklusban ellenzéki.
Ellenzéki politikusként 162 egyéni indítványa volt, míg kormánypárti országgyűlési képviselőként csupán csak 7 egyéni indítványt nyújtott be, ezzel az egyik legpasszívabb kormányzati politikusa az Országgyűlésnek.

## Külső hivatkozások
- Czerván György honlapja